# UB-81号潜艇
陛下之UB-81号艇是德意志帝国海军于第一次世界大战期间建造的其中一艘UB-III型近岸潜艇或称U艇。它由不来梅的威悉船厂承建，于1917年8月18日新船下水，至同年9月18日交付使用。其全长55.85米，水面及水下排水量分别为516吨和647吨，艇载武器则包括五具500毫米鱼雷发射管以及一门88毫米口径甲板炮。UB-81号入役后即被部署至佛兰德区舰队，并参与了大西洋潜艇战。在两次巡逻期间，该艇共击沉1艘容积总吨为3218吨的英国商船。1917年12月26日，UB-81号在英吉利海峡的邓诺斯角附近触雷及撞船后沉没，共造成26名官兵阵亡，仅6人幸存。

## 设计
UB-81号是不来梅威悉船厂承建的UB-III型第二批次（UB-80至UB-87号）的二号艇，由德意志帝国海军潜艇监察局于1916年9月23日向订购、1917年1月5日动工，至同年8月18日下水。其全长55.85米，舷宽5.80米。艇体采用双壳体结构，水面及水下排水量分别为516吨和646吨，浮起时的吃水深度为3.72米。由于无需像UC-II型艇那样提供水雷布设装置，设计工程师对潜艇舷弧进行了优化，增大了司令塔体积，配备两具潜望镜，司令塔与控制室之间增加一道水密舱壁。这些改进显著提高了潜艇的水下机动性和生存力。为了达到更高的航速，UB-81号采用两台科尔庭六缸四冲程530匹公制馬力（390千瓦特）柴油机用于水面运行，以及两台394匹公制馬力（290千瓦特）的布朗-博韦里电动发电机用于水下航行；水面最高航速13.4節（24.8每小時），水下7.5節（13.9每小時）；能够在水面以6節（11每小時）航速续航8,180海里（15,150），或以4節（7.4每小時）连续在水下航行50海里（93）而无需充电。
UB-81号的主武器为五具500毫米艇艏鱼雷发射管，其中艇艏四具采用层叠式布局分居两侧、艇艉一具，并可搭载合共10枚G6型鱼雷。辅助武器则是一门88毫米30倍径速射炮。其标准船员编制为3名军官加31名水兵。

## 服役历史
1917年9月18日，UB-81号正式入役，随即展开海试。其首任暨唯一一任艇长是曾先后执掌过UB-10、UC-10、UC-11、UC-21和UC-71号的功勋指挥官——海军中尉赖因霍尔德·扎尔茨韦德尔。完成海试后，该艇独力巡逻驶往比利时，于11月11日加入驻泽布吕赫的佛兰德区舰队，并参与了大西洋潜艇战。在佛兰德服役期间，该艇仅进行过一次前往比斯开湾的巡逻，途中曾于1917年12月1日在布莱顿西南偏西约12海里（22）处截停并登船凿沉了击沉了1艘容积总吨为3218吨的英国货轮莫尔西号（Molesey）；后者当时正从斯法克斯搭载磷块岩前往唐氏锚地。
一天后，即1917年12月2日，UB-81号在英吉利海峡的邓诺斯角附近不幸撞上了一枚英国人布设的水雷。潜艇后部严重受损，但在扎尔茨韦德尔的指挥下，通过将空气泵入前部水柜，艇艏仍能维持漂浮。部分船员将一枚装填好的鱼雷移除，爬上鱼雷发射管逃出水面。在附近巡逻的英国皇家海军单桅战船P32号赶来提供协助，却不慎与UB-81号艇艏发生碰撞。海水涌入鱼雷发射管，导致潜艇沉没，淹死了艇内的26名官兵。水面上的6名幸存者则被P32号救起及俘虏。UB-81号的残骸如今位于朴茨茅斯以南50°29′24″N 0°58′15″W / 50.49000°N 0.97083°W处的海床下，深度约为28米。根据《军事遗迹保护法》，该残骸被列为管控地点，因此严禁在周边进行潜水活动。

## 袭击历史摘要
| 日期          | 船名     | 船籍 | 吨位 | 结局 |
| ------------- | -------- | ---- | ---- | ---- |
| 1917年12月1日 | 莫尔西号 | 英国 | 3218 | 击沉 |

## 脚注
1. ↑  Rössler，第55頁.
2. 1 2 3  Helgason, Guðmundur. . German and Austrian U-boats of World War I - Kaiserliche Marine - Uboat.net.   [2009-02-13].
3. ↑  Gröner 1991，第25–30頁.
4. 1 2  Helgason, Guðmundur. . German and Austrian U-boats of World War I - Kaiserliche Marine - Uboat.net.   [2015-03-09].
5. 1 2 3  Gröner 1991，第25-30頁.
6. ↑  陈进，第239頁.
7. 1 2  NARS，第120頁.
8. 1 2  Helgason, Guðmundur. . German and Austrian U-boats of World War I - Kaiserliche Marine - Uboat.net.   [2010-09-29].
9. ↑  Helgason, Guðmundur. . German and Austrian U-boats of World War I - Kaiserliche Marine - Uboat.net.   [2022-05-10].
10. ↑  McCartney，第111-113頁.
11. ↑   (PDF). Maritime archaeology trust. 2021-01  [2022-05-10]. （原始内容 (PDF)存档于2022-01-20）.